# جي يانيان
جي يانيان (بالصينية: 纪妍妍) مواليد 29 مايو 1985، هي لاعبة كرة سلة صينية. تلعب في الدوري الصيني لكرة السلة للسيدات. يبلغ طولها 6 قدم 0 بوصة (1.8 م). مثلت منتخب بلادها. شاركت في دورة الألعاب الأولمبية الصيفية سنة 2012.

## سجل المنافسة
شاركت في المنافسات التالية:
- الألعاب الأولمبية الصيفية 2012
- كأس العالم لكرة السلة للسيدات 2014

## روابط خارجية
- جي يانيان على موقع الاتحاد الدولي لكرة السلة (الإنجليزية)
- جي يانيان على موقع كرة السلة الأوروبية.كوم (الإنجليزية)
- جي يانيان على موقع بروبوليرز (الإنجليزية)
- جي يانيان على موقع سبورتس رفرنس (الإنجليزية)
- جي يانيان على موقع أوليمبيديا (الإنجليزية)
- جي يانيان على موقع اللجنة الأولمبية الصينية (الإنجليزية)